# 天主教梅基宗座代牧區
天主教梅基宗座代牧區（拉丁語：Vicariatus Apostolicus Mekviensis）是埃塞俄比亞一個羅馬天主教宗座代牧區，直屬教廷。1980年3月6日成立監牧區。1991年12月21日升為代牧區。
代牧區範圍包括埃塞俄比亞中南部，教座位於梅基。2012年有教友23,000人、六個堂區、三十名司鐸。現任宗座代牧為亞伯拉罕·德瑟塔。